# Matt Turner (Musiker)
Matthew L. „Matt“ Turner (* 1966) ist ein amerikanischer Jazz- und Improvisationsmusiker (Cello, auch Piano).

## Leben und Wirken
Matt Turner studierte zunächst an der Lawrence University; anschließend erwarb er den Master of Music im Studiengang Third Stream am New England Conservatory of Music, wo er u. a. bei Dave Holland, Geri Allen und Joe Maneri studierte und Stipendiat des Distinction in Performance Award war. Seitdem arbeitete er mit Musikern wie Marilyn Crispell, Joseph Jarman, Larry Ochs, Scott Fields, Ken Schaphorst und Jeff Song. Er ist als Lehrkraft am Konservatorium der Lawrence University beschäftigt.

## Diskographische Hinweise
- Love & Fear (O.O., 1992), mit Jeff Song
- In Vivo (Asian Improv, 1993), mit Jeff Song
- The Mouse that Roared (Meniscus, 1997)
- Shards of Wiggett (1999), Piano solo
- Outside In (2001), mit John Harmon
- Patina – Cello Improvisations (2002) solo
- Indigenous Technology (2003), mit Ken Schaphorst, Dane Richeson
- Jean-Marc Foltz / Matt Turner / Bill Carrothers: To the Moon (Ayler Records, 2010)